# 衣部
衣部（）は、漢字を部首により分類したグループの一つ。
康熙字典214部首では145番目に置かれる（6画の28番目、申集の6番目）。

## 概要

「衣」と「裳」をつなげて仕立てた「深衣」。図は「直裾」と呼ばれる男性服

「衣」字は上衣を意味する。上部の字は肩幅、下部の字は袖があり、前襟を斜めに合わせた形に象る。
「衣」字が上衣であるのに対して「裳」字は下衣を表し、「服」字は衣装全般を表す。その他、果実の皮や鳥の羽毛、器物や食物を包む袋などを意味した。また動詞としては服を着る・着せるといった意味を表す。
偏旁の意符としては衣服や布製品、衣服を脱いで肌を露出することなどに関することを示す。
なお偏旁における「衣」には3種類の形体がある。「裂」や「裁」のように下部に置かれるときはそのまま「衣」が使われ、「袖」や「初」のように左の偏の位置に置かれるときは「衤」のように変形して使われる。また日常外の漢字では「褁・𧛨」などのように下の「𧘇」の部分だけを用いる場合もある。
さらに「衰」や「裏」のような字では「亠」と「𧘇」を分離して他の偏旁をその間に挟んでいる。
衣部をこのような意符を構成要素に持つ漢字を収録している。

## 字体のデザイン差
「亠」同様、印刷書体（明朝体）における「衣」字の1画目には地域による差異がある。『康熙字典』はこれを短い縦棒とし、日本・韓国はこれに従う。一方、中国の新字形・台湾の国字標準字体・香港の常用字字形表ではこれを点画としている。「衤」形も同様である。

## 部首の通称
- 日本：ころも・ころもへん
- 中国：衣字旁・衣字底
- 韓国：옷의부（ot ui bu、衣服の衣部）
- 英米：Radical clothes

## 部首字
衣
- 中古音
  - 広韻 - 1.於希切、微韻、平声（名詞、上衣の意） 2.於既切、未韻、去声（動詞、着るの意）
  - 詩韻 - 1.微韻、平声 2.未韻、去声
  - 三十六字母 - 1影母 2.影母
- 現代音
  - 普通話 - ピンイン：1.yī 2.yī（旧yì） 注音：1.ㄧ 2.ㄧ(旧ㄧˋ) ウェード式：1.i1 2.i1(旧i4)
  - 広東語 - Jyutping:1.ji1 2.ji3 イェール式:1.yi1 2.yi3
- 日本語 - 音：イ（漢音）・エ（呉音） 訓：ころも
- 朝鮮語 - 音：의(ui) 訓：옷（ot、衣服）・웃옷（udot、上衣）

甲骨文
金文
大篆
小篆

## 例字
| 画数 | 例字                                           |
| ---- | ---------------------------------------------- |
| 0    | 衣                                             |
| 2    | 表                                             |
| 3    | 衫・袁                                         |
| 4    | 衿・衾・衮（袞）・衵・衽・衰・衷（衷3）・袂    |
| 5    | 袈・袖・袋・袒・袢・被・袍・袤                 |
| 6    | 裃（国字）・袿・袴・袷・裁・袱・裄（国字）・裂 |
| 7    | 裔・裘・裙・裝（装6）・補・裏                  |
| 8    | 裹・褂・裾・裳・製・裼・褄・裴・裨・裸・裲     |
| 9    | 褐（褐8）・褌・褚・複・褊・褓・褒              |
| 10   | 褞・褥・褪・褫                                 |
| 11   | 襁・褶・褻・褸                                 |
| 12   | 襌                                             |
| 13   | 襖・襟・襠・襞                                 |
| 14   | 襦・襪・襤                                     |
| 15   | 襭                                             |
| 16   | 襲・襯                                         |
| 17   | 襴                                             |
| 18   | 襷                                             |

### 最大画数
𧟟